# Mister Internacional 2023
Mister Internacional 2023 fue la 15.ª edición del certamen Mister Internacional, correspondiente al año 2023, se realizó el 17 de septiembre de 2023 en la ciudad de Bangkok, Tailandia. Candidatos de 36 países y territorios autónomos compitieron por el título. Al final del evento, Emmanuel «Manu» Franco Mister Internacional 2022 de República Dominicana, entregó el título a Kim Thitisan Goodburn de Tailandia  como su sucesor.

## Historia
- Permiten participar a hombres que son padres, casados y divorciados.[2]

## Resultados
| Posiciones                | Concursante |
| ------------------------- | --- |
| Mister Internacional 2023 | - Tailandia — Kim Thitisan Goodburn § |
| Primer finalista          | - Venezuela — William Badell |
| Segundo finalista         | - Brasil — Edward Taiye |
| Top 5 (Finalistas)        | - Francia — Lucas Schlachter - India — Shashwat Dwivedi |
| Top 10 (Semifinalistas)   | - Colombia — Daniel García - España — Borxa Ramo Ruiz - Filipinas — Jefferson Allan - Perú — Joel Farach - Singapur — Joshua Hee |
| Top 20 (Cuartofinalistas) | - Bahamas — Vjaughn Ingraham - Corea del Sur — Ho Sun Kang - Cuba — Daruma Almenares - Guinea-Bisáu — Gabriel Monteiro - Líbano — Seif Al'walid Harb - México — Brian Ceballos - Puerto Rico — Josué Maldonado Cruz - República Checa — Alexandros Panayi - República Dominicana — Ovarlyn Torres - Suiza — Elson Bytyqi |

§ - Votado en el Top 20 por votos de los fans

### Orden de Clasificación
| Top 20               | Top 10    | Top 5     | Top 3     |
| -------------------- | --------- | --------- | --------- |
| México               | Venezuela | India     | Tailandia |
| España               | Tailandia | Brasil    | Venezuela |
| Perú                 | España    | Venezuela | Brasil    |
| República Checa      | Singapur  | Francia   |           |
| República Dominicana | India     | Tailandia |           |
| Brasil               | Francia   |           |           |
| Guinea-Bisáu         | Brasil    |           |           |
| India                | Perú      |           |           |
| Suiza                | Colombia  |           |           |
| Venezuela            | Filipinas |           |           |
| Colombia             |           |           |           |
| Líbano               |           |           |           |
| Filipinas            |           |           |           |
| Puerto Rico          |           |           |           |
| Singapur             |           |           |           |
| Cuba                 |           |           |           |
| Francia              |           |           |           |
| Bahamas              |           |           |           |
| Corea del Sur        |           |           |           |
| Tailandia            |           |           |           |

### Premios especiales
| Premios                     | Ganador | Finalistas                                                                     |
| --------------------------- | --- | ------------------------------------------------------------------------------ |
| Mejor en Traje de Baño      | - Líbano — Seif Al'walid Harb |                                                                                |
| Mejor Traje Típico          | - Tailandia — Kim Thitisan Goodburn |                                                                                |
| Mister Simpatía             | - Nepal — Prajwol Tamrakar |                                                                                |
| Voto popular de Ayutthaya   | - Líbano — Seif Al'walid Harb |                                                                                |
| Mister Afortunado           | - Canadá — Rennel Ricketts | - Chipre del Norte — Suleyman Mullahasan - República Checa — Alexandros Panayi |
| Mister Chat Influencer      | - Colombia — Daniel García |                                                                                |
| Mister Fotogénico           | - España — Borxa Ramo Ruiz |                                                                                |
| Mister Encantador           | - Suiza — Elson Bytyqi |                                                                                |
| Mister Inteligente          | - Brasil — Edward Taiye - Corea del Sur — Ho Sun Kang - Cuba — Daruma Almenares - India — Shashwat Dwivedi - Guinea-Bisáu — Gabriel Monteiro |                                                                                |
| Los hombres más atractivos  | - Filipinas — Jefferson Allan - Japón — Koki Sakata - Singapur — Joshua Hee - Suiza — Elson Bytyqi - Taiwán — Chen Chien Yu                  |                                                                                |
| Los hombres con más carisma | - Líbano — Seif Al'walid Harb - México — Brian Ceballos - Perú — Joel Farach - Tailandia — Kim Goodburn - Venezuela — William Badell         |                                                                                |
| Shining Bright by HYA       | - Taiwán — Chen Chien Yu | - Francia — Lucas Schlachter - Japón — Koki Sakata                             |

## Candidatos
36 candidatos compitieron por el título:
| País/Territorio      | Candidato                        | Edad | Altura          | Ref.        |
| -------------------- | -------------------------------- | ---- | --------------- | ----------- |
| Bahamas              | Vjaughn Ingraham                 | 21   | 1,91 m (6′ 3″)  | [ 4 ]       |
| Bélgica              | Maksym Belevyh                   | 21   | 1,80 m (5′ 11″) | [ 5 ] [ 6 ] |
| Brasil               | Edward Taiye Ogunniya            | 32   |                 | [ 7 ] [ 8 ] |
| Canadá               | Rennel Ricketts                  | 23   | 1,83 m (6′ 0″)  | [ 9 ]       |
| Chipre del Norte     | Suleyman Mullahasan              |      |                 | [ 10 ]      |
| Colombia             | Daniel Alejandro García Molina   | 29   | 1,81 m (5′ 11″) | [ 9 ]       |
| Corea del Sur        | Ho Sun Kang                      | 32   | 1,87 m (6′ 2″)  | [ 11 ]      |
| Cuba                 | Daruma Almenares                 | 30   |                 | [ 7 ]       |
| España               | Borxa Ramo Ruiz                  | 25   | 1,91 m (6′ 3″)  | [ 12 ]      |
| Estados Unidos       | Hector Louis Rodríguez           | 22   | 1,78 m (5′ 10″) | [ 4 ]       |
| Filipinas            | Jefferson Nigel Allan Bunney     | 28   | 1,83 m (6′ 0″)  | [ 13 ]      |
| Francia              | Lucas Schlachter                 | 22   |                 | [ 7 ]       |
| Guinea-Bisáu         | Gabriel Monteiro                 | 29   |                 | [ 9 ]       |
| Haití                | Samuel Saint Juste               | 31   |                 | [ 7 ]       |
| India                | Shashwat Dwivedi                 | 20   |                 | [ 14 ]      |
| Indonesia            | Jeremy Gregory Samatara          | 25   | 1,78 m (5′ 10″) | [ 7 ]       |
| Japón                | Koki Sakata                      |      |                 | [ 15 ]      |
| Laos                 | Donesavanh Xaimonty              |      |                 | [ 16 ]      |
| Líbano               | Seif Al'walid Harb               | 23   |                 | [ 12 ]      |
| Malasia              | Arvind Gorasia                   |      |                 | [ 17 ]      |
| México               | Brian Eduardo Ceballos           | 27   | 1,83 m (6′ 0″)  | [ 18 ]      |
| Myanmar              | Austin Myat                      |      |                 | [ 19 ]      |
| Nepal                | Prajwol Tamrakar                 | 24   |                 | [ 20 ]      |
| Nigeria              | O'Martin Omoregbee               | 33   | 1,80 m (5′ 11″) | [ 21 ]      |
| Perú                 | Joel Javier Farach Marquina      | 33   | 1,87 m (6′ 0″)  | [ 22 ]      |
| Puerto Rico          | Joshua Yaddah Maldonado Cruz     | 29   |                 | [ 12 ]      |
| República Checa      | Alexandros Panayi                | 26   | 1,82 m (6′ 0″)  | [ 9 ]       |
| República Dominicana | Ovarlyn Torres                   | 26   | 1,85 m (6′ 1″)  | [ 23 ]      |
| Singapur             | Joshua Hee                       | 25   | 1,74 m (5′ 9″)  | [ 24 ]      |
| Sri Lanka            | Derrein Keith Christian De Zilwa |      |                 | [ 25 ]      |
| Suiza                | Elson Bytyqi                     | 28   |                 | [ 12 ]      |
| Taiwán               | Chen Chien Yu                    |      |                 | [ 26 ]      |
| Tailandia            | Kim Thitisan Goodburn            | 24   | 1,80 m (5′ 11″) | [ 27 ]      |
| Trinidad y Tobago    | Johnathan Samuel                 |      |                 | [ 12 ]      |
| Venezuela            | William Manuel Badell López      | 27   | 1,88 m (6′ 2″)  | [ 28 ]      |
| Vietnam              | Pham Minh Quyền                  | 29   | 1,88 m (6′ 2″)  | [ 12 ]      |

## Sobre los países enMister Internacional 2023

### Naciones que debutan a la competencia
- Chipre del Norte
- Guinea-Bisáu
- Trinidad y Tobago

### Naciones que regresan a la competencia
Compitió por última vez en 2012:
- Nigeria

Compitió por última vez en 2015:
- Bahamas

Compitió por última vez en 2017:
- Canadá
- Líbano

Compitió por última vez en 2018:
- Colombia
- Vietnam

### Naciones que se retiran de la competencia
- Albania
- Camboya
- Hong Kong
- Kazajistán
- Mali
- Nicaragua
- Países Bajos
- Panamá
- Sierra Leona